# انتخابات الرئاسة الفرنسية 1988
انتخابات الرئاسة الفرنسية 1988 هي انتخابات رئاسية فرنسية التي جرت في 24 أبريل 1988، و8 مايو 1988، في فرنسا، لانتخاب رئيس الجمهورية الفرنسية، فاز بالانتخابات فرنسوا ميتران.

## المرشحين
| المرشح            | الحزب | عدد الأصوات |
| ----------------- | ----- | ----------- |
| فرنسوا ميتران     |       |             |
| بيير لامبرت       |       |             |
| أرليت لاجويلر     |       |             |
| Pierre Juquin ‏    |       |             |
| Antoine Waechter ‏ |       |             |
| André Lajoinie ‏   |       |             |
| جان ماري لوبان    |       |             |
| رايمون باغ        |       |             |
| جاك شيراك         |       |             |